# عبدالرضا حاجی حسین‌نژاد
عبدالرضا حاجی حسین‌نژاد (زاده ۱۳۳۰) مدیر اجرایی ایرانی است، که در حال حاضر بعنوان مدیرعامل شرکت هلدینگ اکتشاف و تولید غدیر فعالیت می‌کند.
وی دانش‌آموخته کارشناسی ارشد مهندسی شیمی از دانشگاه میزوری است و فعالیت شغلی خود را از سال ۱۳۶۰ در سازمان برنامه و بودجه استان خوزستان آغاز کرد و از ۱۳۶۵ تا ۱۳۶۸ نیز قائم‌مقام مدیرعامل سازمان آب و برق خوزستان بود. حسین‌نژاد فعالیت در صنعت نفت را از سال ۱۳۶۸ در شرکت ملی صنایع پتروشیمی ایران آغاز کرد و در فاصله سال‌های ۱۳۷۷ تا ۱۳۷۹ مدیرعامل شرکت ملی مهندسی و ساختمان نفت ایران بود. سپس به شرکت کالای نفت لندن پیوست و از ۱۳۸۲ تا ۱۳۸۵ نیز بعنوان مدیر امور زیربنایی سازمان منطقه ویژه اقتصادی انرژی پارس فعالیت نمود. وی در فاصله سالهای ۱۳۹۲ تا ۱۳۹۵ مدیرعامل و نایب رئیس هیئت مدیره شرکت مهندسی و توسعه نفت ایران بود.